# Xiuyan-Krater
Koordinaten: 40° 21′ 55″ N, 123° 27′ 34″ O

Der Xiuyan-Krater (chines. "岫岩陨石坑" (Xiu Yan Yun Shi Kong)) ist ein Einschlagkrater in China und bildet eine schüsselartige Vertiefung mit einem Durchmesser von 1,8 km und einer Tiefe von 150 Metern.

## Lage
Der Xiuyan-Impaktkrater befindet sich im Kreis Xiuyan in der Provinz Liaoning im Nordosten Chinas auf der Liaodong-Halbinsel. Etwa 16 km nordöstlich vom Zentrum des autonomen Kreises Xiuyan erstreckt sich der Krater zwischen den Flüssen Mangniu und Shaozi, welche Nebenflüsse des Dayang-Flusses sind.

## Geschichte
Seine Entstehung beschäftigt chinesische Geologen seit den 1970er Jahren. Aktuelle Forschungsergebnisse bestätigen seine Entstehung durch einen Impakt vor über 50.000 Jahren.

## Geologie
Geologisch betrachtet liegt der Krater in einer niedrig gelegenen Gebirgsregion, deren umgebendes kristallines Fundament aus proterozoischen metamorphen Gesteinen besteht. Der Kraterboden ist mit quartären lacustrinen Ablagerungen gefüllt. Die Struktur des Kraters zeigt eine Brekzienschicht unter den lacustrinen Ablagerungen, die Suevit mit Merkmalen von Schockmetamorphose enthält. Quarz im Suevit zeigt mehrere Sätze von planaren Deformationsmerkmalen, darunter Coesit, was auf Kristallisation aus schockproduziertem Siliziumschmelz hinweist.

## Sonstiges
Diese Entdeckung markiert Chinas ersten bestätigten Impaktkrater und liefert wichtige Beweise für seine Impaktentstehung.
Die Existenz des Kraters und seine Merkmale der Schockmetamorphose bestätigen seine Entstehung durch einen Impakt, bei dem der Spitzen-Schockdruck möglicherweise 50 GPa überschritten hat. Das ist etwa das 17-fache des Drucks, der in der Nähe einer TNT-Explosion erzeugt wird.